# گاهی اوقات در آوریل
گاهی اوقات در آوریل (انگلیسی: Sometimes in April) یک فیلم در ژانر درام به کارگردانی رائول پک است که در سال ۲۰۰۵ منتشر شد. از بازیگران آن می‌توان به ادریس البا و دبرا وینگر اشاره کرد.